# Neurigona coruscans
Neurigona coruscans är en tvåvingeart som beskrevs av Octave Parent 1928. Neurigona coruscans ingår i släktet Neurigona och familjen styltflugor.
Artens utbredningsområde är Costa Rica. Inga underarter finns listade i Catalogue of Life.